# Светац (филм)
Светац (енгл. The Saint) је амерички криминалистички драмски филм Филипа Нојса из 1997. године, по сценарију Џонатана Хенслија и Веслија Стрика.
Када је мајстор прерушавања под надимком Светац унајмљен да украде тајне хладне фузије од научнице Еме, он нема појма да би се могао заљубити у своју жртву - или да би га његов превртљиви послодавац могао преварити.

## Радња
Сајмон (тако назван по свецу) Темплар, који је познат као неухватљиви лопов због свог ретког дара прерушавања, уморан је од упуштања у мрачне подухвате. Одлучује да ће следећи задатак бити последњи. Међутим, обећава да ће бити озбиљно. Моћни индустријски тајкун из Русије Иван Третјак упућује Симона да набави сензационалну технологију за производњу најјефтиније енергије на свету, коју је развила бриљантна научница Ема Расел. Уз помоћ ове технологије намерава да потчини целу Русију (дајући топло смрзнуту Москву, остављену без горива - становници масовно одлазе у предграђа да донесу огрев), која пролази кроз тешка времена. Будући планови тајкуна укључују светску доминацију.
Сајмон заводи Ему (у УК) и краде технологију. Између њих избија љубав, касније се нађу у зими, хладној и леденој Москви, где почиње потера за њима – Третјак наређује својим помоћницима да „уклоне” извођача. Покушавају да дођу до америчке амбасаде. Прво их проститутка сакрије у свом стану, а затим, за солидну награду, једна девојка их води до амбасаде, преко подземних комуникација. У близини амбасаде, људи олигарха већ их чекају, али Ема успева да улети на његову територију буквално под носом прогонитеља.
Третјак, схватајући да је технологија некомплетна и неоперабилна, намерава да је прода председнику, додатно га компромитујући тиме и још више опкољавајући га (неки од војске су већ на његовој страни). То може да спречи Ема Расел, у случају откривања детаља у штампи на Западу. То се може догодити ако она изађе из амбасаде и стигне на аеродром, а Третјак покушава то да спречи на било који начин. У међувремену, у току су припреме за митинг присталица Третјака, државни удар и експеримент за покретање извора енергије („Људи чекају или чудо или револуцију“).
Сајмон се ушуњава у председникове одаје, где покушава да му исприча шта се дешава, али пучисти већ упадају и хапсе их, одводећи их нан Црвени трг ноћу, где је митинг већ почео.
На Црвеном тргу је покренута електрана за производњу енергије, а гомила људи на тргу почиње да хвали председника Карпова. Иван Третјак и његов син Иља беже и склањају се у своју кућу, где Иља убија свог оца да би сам искористио могућности новог извора енергије. Симон улази у кућу, а у исто време кући прилазе оклопна возила са совјетском војском и почињу да јуришају на зграду. Током борбе, Симон и Иља се налазе на лустеру, чија је инсталација приказана у једној од епизода. Симон користи нож против Иље, који има од детињства у сиротишту. Лустер пада, вукући за собом Иљу, и пробија рупу у подруму. У подруму су бурад нафте. Тако се даје одговор на питање где је отишло уље намењено за грејање Москве.

## Улоге
| Глумац            | Улога                       |
| ----------------- | --------------------------- |
| Вал Килмер        | Сајмон Темплар              |
| Елизабет Шу       | Др. Ема Расел               |
| Раде Шербеџија    | Иван Третјак                |
| Валериј Николајев | Иља Третјак                 |
| Хенри Гудман      | Др. Лав Ботвин              |
| Мајкл Берн        | Јуриј Верешагин             |
| Јевгениј Лазарев  | Председник Карпов           |
| Алун Армстронг    | Инспектор Тил               |
| Лав Пригунов      | Генерал Скларов             |
| Ирина Апексимова  | Френки                      |
| Шарлот Корнвел    | Инспекторка Рабино          |
| Емили Мортимер    | Жена у Авиону               |
| Луција Шербеџија  | Проститутка                 |
| Велибор Топић     | Руски гангстер              |
| Томи Фланаган     | Руски гангстер              |
| Јегор Пазенко     | Руски гангстер              |
| Равил Исјанов     | Чувар у Фирми "Третјак"     |
| Вилијам Хоуп      | Званичник Стејт департмента |